# Фултон (округ, Огайо)
Шаблон:StateAbbr_ 41°36′ пн. ш. 84°07′ зх. д. / 41.6° пн. ш. 84.12° зх. д.
Округ  Фултон (англ. Fulton County) — округ (графство) у штаті  Огайо, США. Ідентифікатор округу 39051.

## Історія
Округ утворений 1850 року.

## Демографія
За даними перепису 
2000 року 
загальне населення округу становило 42084 осіб, зокрема міського населення було 18132, а сільського — 23952.
Серед мешканців округу чоловіків було 20564, а жінок — 21520. В окрузі було 15480 домогосподарств, 11693 родин, які мешкали в 16232 будинках.
Середній розмір родини становив 3,13.
Віковий розподіл населення поданий у таблиці:
| Стать    | До 15 років | 15-21 | 22-29 | 30-39 | 40-49 | 50-65 | 65-85 | Понад 85 |
| -------- | ----------- | ----- | ----- | ----- | ----- | ----- | ----- | -------- |
| Чоловіки | 4911        | 2123  | 1826  | 2989  | 3397  | 3137  | 2001  | 180      |
| Жінки    | 4847        | 2016  | 1815  | 3097  | 3468  | 3105  | 2635  | 537      |

## Суміжні округи
- Ленаві, Мічиган — північ
- Лукас — схід
- Генрі — південь
- Вільямс — захід
- Гіллсдейл, Мічиган — північний захід

## Виноски
1. ↑  U.S. Decennial Census. United States Census Bureau. Архів оригіналу за 26 квітня 2015. Процитовано 7 лютого 2015.
2. ↑  Historical Census Browser. University of Virginia Library. Архів оригіналу за 11 серпня 2012. Процитовано 7 лютого 2015.
3. ↑  Forstall, Richard L., ред. (27 березня 1995). Population of Counties by Decennial Census: 1900 to 1990. United States Census Bureau. Процитовано 7 лютого 2015.
4. ↑  Census 2000 PHC-T-4. Ranking Tables for Counties: 1990 and 2000 (PDF). United States Census Bureau. 2 квітня 2001. Процитовано 7 лютого 2015.
5. ↑  State & County QuickFacts. United States Census Bureau. Архів оригіналу за 6 червня 2011. Процитовано 7 лютого 2015. [Архівовано 2011-06-06 у Wayback Machine.](англ.) Наведено за англійською вікіпедією.
6. ↑  American FactFinder. Бюро перепису населення США. Архів оригіналу за 26 лютого 2012. Процитовано 31 січня 2008. [Архівовано 2008-05-21 у Wayback Machine.]

| США | Це незавершена стаття з географії США. Ви можете допомогти проєкту, виправивши або дописавши її. |